# Tour der neuseeländischen Rugby-Union-Nationalmannschaft nach Frankreich 1986
| Tour der All Blacks nach Frankreich 1986 | Tour der All Blacks nach Frankreich 1986 | Tour der All Blacks nach Frankreich 1986 | Tour der All Blacks nach Frankreich 1986 | Tour der All Blacks nach Frankreich 1986 |
| Übersicht                                | S                                        | G                                        | U                                        | N                                        |
| ---------------------------------------- | ---------------------------------------- | ---------------------------------------- | ---------------------------------------- | ---------------------------------------- |
| Test Matches                             | 2                                        | 1                                        | 0                                        | 1                                        |
| Sonstige Spiele                          | 6                                        | 6                                        | 0                                        | 0                                        |
| Gesamt                                   | 8                                        | 7                                        | 0                                        | 1                                        |
|                                          |                                          |                                          |                                          |                                          |
| Frankreich                               | 2                                        | 1                                        | 0                                        | 1                                        |

Die Tour der neuseeländischen Rugby-Union-Nationalmannschaft nach Frankreich 1986 umfasste eine Reihe von Freundschaftsspielen der All Blacks, der Nationalmannschaft Neuseelands in der Sportart Rugby Union. Das Team reiste im Oktober und November 1985 durch Frankreich, wobei es acht Spiele bestritt. Dazu gehörten zwei Test Matches gegen die französische Nationalmannschaft. Im zweiten Test Match mussten die All Blacks die einzige Niederlage während dieser Tour hinnehmen.

## Spielplan
- Hintergrundfarbe grün = Sieg
- Hintergrundfarbe rot = Niederlage

(Test Matches sind grau unterlegt; Ergebnisse aus der Sicht Neuseelands)
| # | Datum             | Gegner                            | Ort              | Stadion                | Ergebnis |
| - | ----------------- | --------------------------------- | ---------------- | ---------------------- | -------- |
| 1 | 21. Oktober 1986  | Sélection française               | Strasbourg       | Stade de la Meinau     | 42:12    |
| 2 | 26. Oktober 1986  | Sélection du Centre               | Clermont-Ferrand | Stade Marcel-Michelin  | 23:19    |
| 3 | 28. Oktober 1986  | Sélection française               | Toulon           | Stade Mayol            | 25:6     |
| 4 | 01. November 1986 | Sélection de Languedoc-Roussillon | Perpignan        | Stade Aimé-Giral       | 59:6     |
| 5 | 04. November 1986 | Sélection de la Côte Basque       | Bayonne          | Stade Jean-Dauger      | 21:9     |
| 6 | 08. November 1986 | Frankreich                        | Toulouse         | Stadium Municipal      | 19:7     |
| 7 | 11. November 1986 | Barbarians français               | La Rochelle      | Stade Marcel-Deflandre | 26:12    |
| 8 | 15. November 1986 | Frankreich                        | Nantes           | Stade de la Beaujoire  | 3:16     |

## Test Matches
| 8. November 1986 | Frankreich                        | 7 : 19        | Neuseeland                                                           | Stadium Municipal, Toulouse Zuschauer: 13.868 Schiedsrichter: Steve Strydom (Südafrika) |
| 8. November 1986 | Versuche: Sella Erhöhungen: Bérot | (3:6) Bericht | Versuche: Shelford Straftritte: Crowley (3) Dropgoals: Crowley Stone | Stadium Municipal, Toulouse Zuschauer: 13.868 Schiedsrichter: Steve Strydom (Südafrika) |

Aufstellungen:
- Frankreich: Marc Andrieu, Pierre Berbizier, Philippe Bérot, Serge Blanco, Éric Bonneval, Alain Carminati, Hervé Chabowski, Éric Champ, Jean Condom, Daniel Dubroca , Jean-Pierre Garuet-Lempirou, Jean-Patrick Lescarboura, Alain Lorieux, Laurent Rodriguez, Philippe Sella 
 Auswechselspieler: Dominique Erbani, Franck Mesnel
- Neuseeland: Frano Botica, Mike Brewer, Kieran Crowley, John Drake, Sean Fitzpatrick, Craig Green, Jock Hobbs , David Kirk, John Kirwan, Steve McDowall, Murray Pierce, Wayne Shelford, Joe Stanley, Arthur Stone, Gary Whetton

| 15. November 1986 | Frankreich                                                         | 16 : 3        | Neuseeland           | Stade de la Beaujoire, Nantes Zuschauer: 45.000 Schiedsrichter: Steve Strydom (Südafrika) |
| 15. November 1986 | Versuche: Charvet Lorieux Erhöhungen: Bérot Straftritte: Bérot (2) | (3:3) Bericht | Straftritte: Crowley | Stade de la Beaujoire, Nantes Zuschauer: 45.000 Schiedsrichter: Steve Strydom (Südafrika) |

Aufstellungen:
- Frankreich: Pierre Berbizier, Philippe Bérot, Serge Blanco, Éric Bonneval, Éric Champ, Denis Charvet, Jean Condom, Daniel Dubroca , Dominique Erbani, Jean-Pierre Garuet-Lempirou, Alain Lorieux, Franck Mesnel, Pascal Ondarts, Laurent Rodriguez, Philippe Sella
- Neuseeland: Frano Botica, Mike Brewer, Kieran Crowley, John Drake, Sean Fitzpatrick, Craig Green, Jock Hobbs , David Kirk, John Kirwan, Steve McDowall, Murray Pierce, Wayne Shelford, Joe Stanley, Arthur Stone, Gary Whetton 
 Auswechselspieler: Kevin Boroevich, Andy Earl